# Mystery Men
Mystery Men er en amerikansk komediefilm fra 1999 baseret på en Dark Horse-tegneserie. Filmen er instrueret af Kinka Usher og har bl.a. William H. Macy, Ben Stiller og Hank Azaria på rollelisten.

## Medvirkende
- Ben Stiller som Mr. Furious
- William H. Macy som The Shoveler
- Hank Azaria som The Blue Raja
- Paul Reubens som The Spleen
- Kel Mitchell som Invisible Boy
- Janeane Garofalo som The Bowler
- Wes Studi som The Sphinx
- Tom Waits som Dr. A. Heller
- Greg Kinnear som Captain Amazing/Lance Hunt
- Geoffrey Rush som Casanova Frankenstein
- Eddie Izzard som Tony P
- Claire Forlani som Monica

## Ekstern henvisning
- Mystery Men på Internet Movie Database (engelsk)
- Mystery Men på Filmdatabasen
- Mystery Men på Scope
- Mystery Men i Svensk Filmdatabas (svensk)
- Mystery Men på AlloCiné (fransk)
- Mystery Men på MovieMeter (nederlandsk)
- Mystery Men på AllMovie (engelsk)
- Mystery Men hos American Film Institute (engelsk)
- Mystery Mens profil hos Encyclopædia Britannica Online (engelsk)
- Mystery Men på Turner Classic Movies (engelsk)